# Гутії

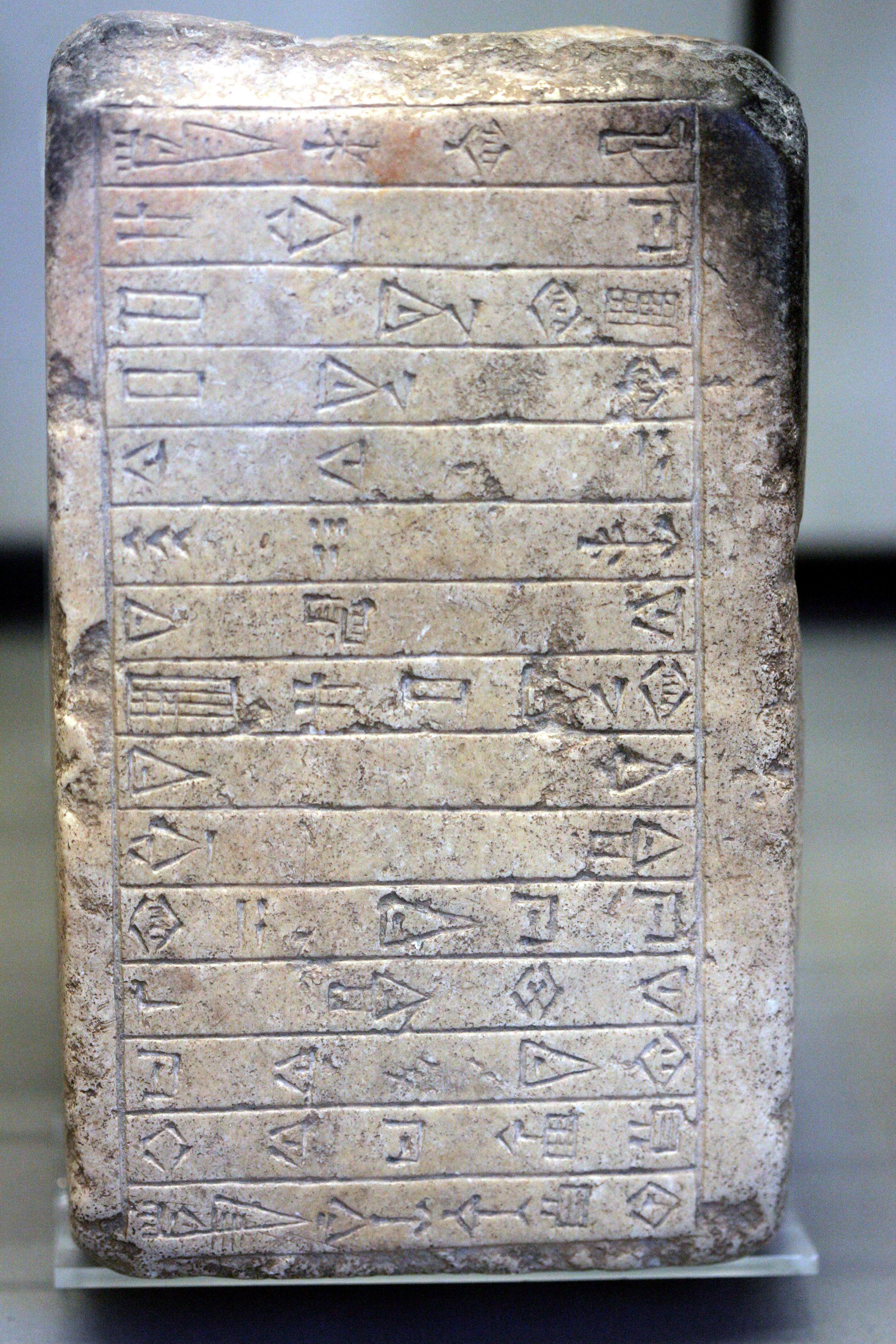
Клинописна табличка з зикурату в Уммі зі згадкою про пожертву Сіума кутійця, 2130 до н. е. Лувр

Гутії, кутії — напівкочові племена, що жили в ІІІ-ІІ тисячоліттях до нашої ери на заході Іранського нагір'я на території теперішніх Південного Азербайджану та Курдистану. Відомо, що кутії значно поступалися жителям Межиріччя в цивілізаційному плані, але відрізнялися своєю войовничістю, за що в документах тієї епохи їх часом називають «дракони гір». Етнічне походження та мова гутіїв не відомі, хоча радянський сходознавець Ігор Дьяконов припускає, що вона була споріднена з мовами інших народів Загросу — лулубеїв, еламітів, каспіїв. Імовірно належили до Індоєвропейців.
Антропологічно гутії були схожі на людей, що й досі населяють цей регіон. Царі Аккаду воювали з гутіями, котрих покликали на допомогу шумери після спроб акадців знищити їх храм в Ніппурі. Саме в битві з ними, схоже, загинув Нарам-Суен, і саме ці племена врешті звільнили Межиріччя від панування Аккаду після смерті його сина Шаркалішаррі. Кілька поколінь кутії домінували в Месопотамії як військова сила. Кутії, швидше за все, офіційно були в ролі захисників релігії шумерів, до котрої самі ставилися з великим піїтетом, зважаючи на численні згадки про їх пожертви на шумерські храми, і на те, що вони свого апарату управління не створювали.
Кутії нагадують запорожців за способом життя, навіть булава у них була символом влади.
В час приходу кутіїв у Шумер нічого не відомо про їхніх дружин і дітей. Мабуть, кутії прийшли туди як військо і пізніше одружувалися вже з дочками шумерів.
Вважається, що час правління гутіїв сприймався шумерами та аккадцями, як час бід та лих, викликаних як насильством завойовників, так і припиненням нормального управління та господарювання. Бо, наприклад, в шумерському гімні на честь бога Нінібу говориться
|  | Країна в руках жорстоких ворогів Богів забрали в полон Люди обтяжені повинностями та податками Канали та арики запущені Тигр вже не судохідний Поля не зрошуються Поля не родять |

Але цей гімн повністю заперечує наявність в Шумері в роки кутіїв національного ренесансу, великого розквіту торгівлі, землеробства, літератури і мистецтва, про наявність чого свідчать багато археологічних знахідок. Потрібно брати до уваги, що кутії спільно з шумерською релігійною елітою створили теократичне правління в країні, особливо в роки Лагашського енсі Гудеа, що повністю усунуло від влади світську аристократію, найперше акадського походження. 
Через 60 років світська аристократія повстала і під проводом Утухенгаля розбила військо останнього кутійського царя (чи обраного отамана) Тирігана, котрий правив тільки 40 днів. Швидше за все, це був добре організований заколот, де заколотники використали переобрання влади в кутіїв. Відомо, що Тиріган був вбитий разом з дружиною і сином, а подальша доля його одноплемінників залишилася невідомою; можливо, вони усі були також перебиті. Ця зміна влади стала початком кінця шумерської цивілізації, котра зійшла з історичної арени після цього через менш як півтора століття.
В І тисячолітті до нашої ери вавилоняни та ассирійці за традицією часом називали кутіями народи, які жили в східних горах чи за ними — манійців, мідійців, персів, урартів.

## Царі кутіївXXII століття до н. е.
| Ім'я                      | Роки правління     | За іншими даними    | Царював  | Примітки                                       |
| ------------------------- | ------------------ | ------------------- | -------- | ---------------------------------------------- |
| Еррідупізир (Енрідавазир) | 2230-2202 до н. е. | 2141-2138 до н. е.  |          | Царював в Ніппурі                              |
| Імта                      | 2202-2197 до н. е. | 2138-2135 до н. е.  | 5 років  |                                                |
| Інкешуш (Інгешуш)         | 2197-2191 до н. е. | 2135-2129 до н. е.  | 6 років  | Став першим кутієм в Шумерському списку царів. |
| Сарлагаб                  | 2191-2185 до н. е. | 2129-2126 до н. е.  | 6 років  |                                                |
| Шульме                    | 2185-2179 до н. е. | 2126-2120 до н. е.  | 6 років  |                                                |
| Елулу-Меш (Елулумеш)      | 2179-2173 до н. е. | 21720-2114 до н. е. | 6 років  |                                                |
| Інімабакеш                | 2173-2168 до н. е. | 2114-2109 до н. е.  | 5 років  |                                                |
| Ігешауш (Ігнешуш ІІ)      | 2168-2162 до н. е. | 2109-2103 до н. е.  | 6 років  |                                                |
| Ярлагаб                   | 2162-2147 до н. е. | 2103-2088 до н. е.  | 15 років |                                                |
| Ібате                     | 2147-2144 до н. е. | 2088-2085 до н. е.  | 3 роки   |                                                |
| Ярлангаб (Ярлаган І)      | 2144-2141 до н. е. | 2085-2082 до н. е.  | 3 роки   |                                                |
| Курум                     | 2141-2140 до н. е. | 2082-2081 до н. е.  | 1 рік    |                                                |
| Хабилькін (Хабилкін)      | 2140-2137 до н. е. | 2081-2078 до н. е.  | 3 роки   |                                                |
| Лаерабун (Лахараб)        | 2137-2135 до н. е. | 2078-2076 до н. е.  | 2 роки   | Mace head inscription                          |
| Ірарум                    | 2135-2133 до н. е. | 2076-2074 до н. е.  | 2 роки   |                                                |
| Ібранум                   | 2133-2132 до н. е. | 2074-2073 до н. е.  | 1 рік    |                                                |
| Хаблум                    | 2132-2130 до н. е. | 2073-2071 до н. е.  | 2 роки   |                                                |
| Пузур-Сін (Пузур-Суен)    | 2130-2123 до н. е. | 2071-2064 до н. е.  | 7 років  | син Хаблума                                    |
| Ярлаганда (Ярлаган ІІ)    | 2123-2116 до н. е. | 2064-2057 до н. е.  | 7 років  | Жертвував на храм в Уммі                       |
| Сіум (Сіу)                | 2116-2109 до н. е. | 2057-2050 до н. е.  | 7 років  | Жертвував на храм в Уммі                       |
| Тиріган                   | 2109               | 2050                | 40 днів  | Зазнав поразки від Уту-Хенгаля в Уруку         |